# Solanum clivorum
Solanum clivorum är en potatisväxtart som beskrevs av Sandra Diane Knapp. Solanum clivorum ingår i släktet skattor som ingår i familjen potatisväxter. Inga underarter finns listade i Catalogue of Life.